# Morte de Clara Nunes
A morte de Clara Nunes por choque anafilático desencadeado por halotano ocorreu no dia 2 de abril de 1983, na Clínica São Vicente, no Rio de Janeiro, aos 40 anos da cantora e compositora mineira. Antes de morrer, ela permaneceu 28 dias em coma com morte cerebral imediata, após sofrer anafilaxia durante cirurgia para retirada de varizes das pernas em 5 de março daquele ano. Uma das cantoras mais populares do Brasil à época, houve muitas especulações sobre a razão de ter entrado em coma. O trabalho dos médicos que a atenderam e seu relacionamento com o marido, o compositor Paulo César Pinheiro, foram minuciosamente analisados pela imprensa e pelos fãs. Uma investigação conduzida pelo Conselho Regional de Medicina da Bahia, a pedido do Conselho Regional de Medicina do Rio de Janeiro — impossibilitado por estar sob intervenção do Conselho Federal de Medicina — chegaria à conclusão de que Clara não fora vítima de erro médico. A causa mortis apresentada no atestado de óbito da cantora foi "hipersensibilidade ao halotano", gás administrado durante a cirurgia como anestésico.

## Antecedentes da cirurgia
Desde 1979, quando se submeteu a uma histerectomia (devido a um mioma que proliferava em seu útero), Clara Nunes começou a fazer tratamento de escleroterapia, que consiste na aplicação, por injeção, de medicamentos diretamente no interior das varizes. Com o decorrer do tempo, o calibre das veias do paciente diminuiu e, consequentemente, os vasos se fecham. O angiologista Antonio Vieira de Mello, renomado médico da área, foi escolhido por Clara para realizar o tratamento por indicação do ginecologista dela, o Dr. Cézar Seminário. Ela desejava tratar algumas veias varicosas salientes que a incomodavam do ponto de vista estético. Atribuía dores que sentia nas pernas às varizes, o que era considerado um exagero por pessoas mais próximas a ela.
Melhorar o visual das pernas acabaria se tornando uma obsessão para Clara, que sempre fora muito vaidosa. Sua preocupação com as pernas ganhou relevância no seu cotidiano a partir do surgimento de varizes mais grossas, que só seriam possíveis de tratar através de uma intervenção cirúrgica. Um episódio emblemático ocorreu em junho de 1982. Após se apresentar no Festival Horizonte Latino Americano de Arte, em Berlim Ocidental, a cantora telefonou para a amiga Bibi Ferreira do quarto de hotel em que estava hospedada para lhe revelar sua preocupação com as varizes. Clara teria dito à amiga que estava dançando na frente do palco quando reparou que todos olhavam para suas pernas, na altura das canelas. Ela disse que havia visto uma "veia estranha, feia mesmo" e comunicou à amiga sobre a decisão de fazer uma cirurgia de remoção de varizes após retornar ao Brasil. Bibi tentou convencê-la de que a preocupação era bobagem, mas disse que ela deveria fazer a cirurgia se estivesse realmente incomodada, já que a anestesia provavelmente seria local ou peridural.

## Cirurgia
Clara marcou a cirurgia para 5 de março de 1983, após conseguir uma brecha em sua intensa agenda de compromissos profissionais. O Dr. Antonio Vieira de Mello chefiaria a equipe cirúrgica. A cantora pediu sigilo total do médico, a fim de evitar alardes na imprensa. A data escolhida para a cirurgia sucedia o carnaval (comemorado em 15 de fevereiro naquele ano), quando Clara desfilou pela última vez na escola de samba da Portela e no bloco carnavalesco Clube do Samba, que ela ajudara a fundar em janeiro de 1979. Cerca de quinze dias antes da cirurgia para remoção de varizes, a cantora se submeteu a uma outra pequena intervenção na clínica oftalmológica do doutor Marcos Wajnberg para retirada de um calázio (aumento da glândula sebácea da pálpebra em decorrência de inflamação). De acordo com Wajnberg, "nesse caso, a intervenção cirúrgica não foi estética, mas por necessidade. O calázio é prejudicial e tem de ser retirado".
No dia marcado para a cirurgia, Clara se levantou cedo, tomou seu habitual banho matutino, e se arrumou para sair rumo à Clínica São Vicente, na Gávea. Seu marido, o compositor Paulo César Pinheiro, se ofereceu para levá-la até a clínica, mas a cantora recusou. Iria dirigindo, acompanhada da amiga de infância Vilarinda Marçal de Faria (conhecida como Lalita), a quem Clara havia pedido que viesse de Paraopeba, sua cidade natal, para ajudá-la nos dias seguintes à operação. De acordo com Paulo César, que só ficou sabendo da cirurgia no final de fevereiro, a esposa decidiu não tomar anestesia peridural porque tinha medo de ficar paralítica caso ocorresse algum erro médico.
Clara chegou à clínica às 07:50 da manhã e foi direto para seu quarto. Os funcionários da clínica reconheceram-na e começaram a comentar sobre sua presença no local, o que deixou a cantora visivelmente irritada. Quando o anestesista Américo Salgueiro Autran Filho chegou ao quarto, Clara informou-lhe que havia optado pela anestesia geral, decisão que havia feito desde que optara pela realização da cirurgia. Os médicos tentaram fazê-la desistir da ideia, explicando-lhe as vantagens da peridural, e que a anestesia geral, em caso de pequenas cirurgias, poderia ocasionar complicações, mas Clara foi categórica em sua resposta: "Se for para tomar a outra eu vou embora". Eles acabaram acatando a exigência da cantora. Às 10:30, Clara se dirigiu para a sala de cirurgia e o procedimento começou a ser realizado quinze minutos mais tarde.
Após Américo aplicar a anestesia em Clara, o Dr. Antonio começou a operá-la. A cantora havia sido anestesiada à base de uma mistura de halotano, protóxido de azoto e oxigênio. A operação ocorria normalmente. A perna direita já havia sido operada, e a esquerda estava sendo suturada quando o Dr. Antonio percebeu que o sangue de Clara estava muito escuro, e jorrando em grande quantidade. O médico se assustou e pediu que o anestesista aferisse a pressão arterial da cantora (à época feita com aparelho manual). A pressão estava em grande queda, o que significava que a cantora estava com falta de ar, sofrendo uma parada cardíaca. O Dr. Antonio mandou fechar a saída do anestésico e aumentar para 100% a entrada de oxigênio no tubo traqueal. A ressuscitação manual já começara a ser realizada, mas foi interrompida devido à fibrilação do coração. A cantora foi reanimada com um desfibrilador, mas não respondia voluntariamente aos estímulos, indicativo de que havia entrado em coma.
Clara havia tido uma forte reação alérgica a algum dos componentes utilizados no anestésico, ou seja, uma anafilaxia, o que provocou a dilatação generalizada de todos os capilares sanguíneos de seu corpo. Seu cérebro não suportou tamanha pressão e um enorme edema se formou, causando sua morte cerebral imediata. Àquela altura, os médicos ainda não sabiam precisar a extensão do problema. O tomógrafo da Clínica São Vicente estava quebrado e, naquela época, só havia outro em toda a cidade do Rio de Janeiro, na Santa Casa de Misericórdia. Às 3:40 da tarde, Clara foi encaminhada para o Centro de Tratamento Intensivo (CTI) da clínica.

## Período em coma e repercussão
A partir do momento em que Clara foi encaminhada para o CTI, a principal preocupação dos médicos era informar Paulo César Pinheiro sobre o estado de sua esposa que, se sobrevivesse, teria sequelas gravíssimas, devido à falta de oxigenação no cérebro. O compositor passou a acompanhar de perto o quadro médico de Clara, assim como a família dela, que saiu de Minas Gerais para cuidar dela. Paulo César decidiu não ver a esposa, pois queria que a última imagem que tivesse de Clara fosse dela saindo de casa na manhã do dia 5 de março. A pedido dele, que tinha esperança de que a situação fosse revertida, o caso foi mantido sob sigilo, mas acabou vazando para a imprensa dois dias depois.
Assim que a informação sobre o estado de saúde da cantora foi publicada, a Rua Engenheiro Alfredo Dutra, onde o casal morava, se transformou num verdadeiro quartel-general de repórteres, assim como a própria Clínica São Vicente. A essa altura, já havia sido divulgado que Clara havia sofrido um choque anafilático devido a uma cirurgia, mas várias versões sobre o que teria motivado o procedimento cirúrgico da cantora começaram a circular: inseminação artificial, aborto (hipóteses impossíveis devido à histerectomia realizada em segredo por Clara em 1979), tentativa de suicídio, surra do marido. Também foi propagado que o choque anafilático fora provocado pela enorme quantidade de uísque que a cantora teria ingerido na noite anterior à cirurgia e que ela seria usuária de drogas.
No ano anterior, ao presenciar de perto a enorme repercussão causada pela morte de Elis Regina, Clara teria ficado horrorizada ao ponto de pedir ao marido, ao voltar do velório da colega, que não deixasse que transformassem a morte dela em um "circo". No entanto, Paulo César Pinheiro pouco pôde fazer para atender ao pedido da esposa. Dezenas de fãs e artistas aportaram na Clínica São Vicente, que seria palco de crises histéricas e orações. Rosemary, Elizeth Cardoso, Dori Caymmi, Grande Otelo, João Nogueira, Dona Zica, Mauro Duarte, Fafá de Belém, Paulinho da Viola, Luiz Ayrão, Roberto Ribeiro, Alcione, Elza Soares, Beth Carvalho, Chico Buarque, Marieta Severo e Baby Consuelo estão entre os artistas que foram até à clínica.

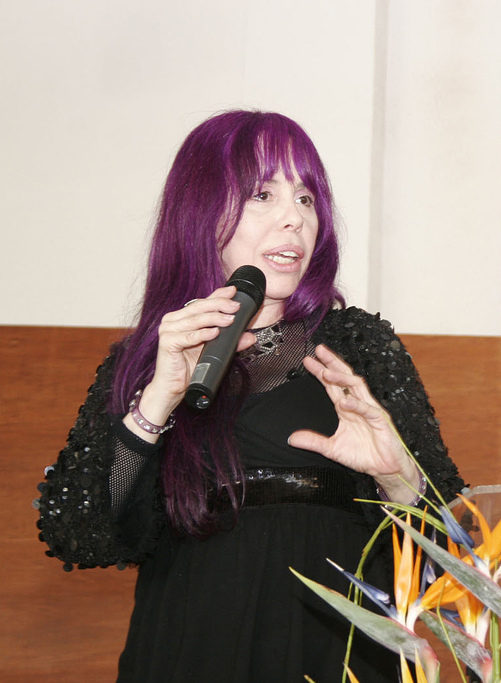
Baby Consuelo causou agitação ao tentar entrar no CTI com o curandeiro Thomaz Green Morton.

Baby Consuelo protagonizou um dos momentos mais tensos dos 28 dias em que Clara esteve em coma, ao tentar entrar no CTI com Thomaz Green Morton, um curandeiro que havia convencido vários artistas de que seus "poderes paranormais" curavam doenças graves. Entretanto, ela foi barrada por Maria Gonçalves Pereira, irmã mais velha da cantora, que acompanhava-a dia e noite ao lado de Branca, sua outra irmã. No período em que Clara ficou em coma, apareceram todos os tipos de curandeiros. Paulo César Pinheiro barraria a entrada da maioria deles, motivo pelo qual foi chamado de "perturbado mental" por algumas publicações. Também era ameaçado pelos fãs da cantora por seus supostos casos extraconjugais, boato este que ganhava força. Um dos poucos benzedeiros que ele deixou entrar no CTI foi Lourival de Freitas, o "bruxo das Laranjeiras", que havia curado o alcoolismo de Tom Jobim e de Chico Buarque através do tratamento com ervas oriundas da Amazônia. Outro a entrar no CTI foi um acupunturista chinês chamado "Mister Wu", que tentou reanimar a cantora através de uma técnica da acupuntura chamada moxabustão.
Nenhuma das tentativas trouxeram resultado positivo. Clara não possuía atividade cerebral e os médicos sabiam que, a qualquer momento, suas funções vitais se encerrariam. Dez dias após o início do coma foi descoberta a real extensão do edema quando Clara foi levada para realizar uma tomografia na Santa Casa, o que foi feito de madrugada para que não houvesse comoção popular. Naquele momento, chegaram à conclusão de que nada poderia ser feito para evitar a morte da cantora, devido ao tamanho do edema. Diante do silêncio de Paulo César e dos boletins médicos pouco esclarecedores, a imprensa começou a exigir que os médicos concedessem uma entrevista coletiva e que a sala de cirurgia fosse aberta para uma inspeção dos equipamentos. Assim foi feito na terceira semana de março, quando o chefe do serviço de anestesia guiou os membros da imprensa pela clínica. Haviam suspeitas de que o anestesista se ausentara da sala durante a cirurgia, de que houve erro médico no atendimento à cantora e de que teria ocorrido uma falha no equipamento que liberava oxigênio. A revista Veja entrevistou uma funcionária do centro cirúrgico que teria dito que, de fato, faltou oxigênio durante a operação.

## Morte, velório e enterro

Milhares de pessoas no Portelão velando o corpo de Clara Nunes.

Na madrugada de 2 de abril de 1983 (aproximadamente às 4:00 horas), as funções vitais de Clara começaram a desaparecer. Maria Gonçalves Pereira havia acabado de chegar à clínica, após uma visita rápida a Caetanópolis para organizar sua casa. Ao entrar no CTI, ela percebeu que Clara não sobreviveria àquele dia. Chegou perto da irmã e lhe disse: "Estou aqui, filhinha, você estava me esperando, não é? Agora você pode se desligar, pode seguir teu caminho!" Pouco depois, às 4:30 da manhã, Clara Nunes faleceu, vítima de uma insuficiência cardíaca, após passar 28 dias em coma. Maria Gonçalves e Paulo César Pinheiro entraram em contato com o presidente da Portela, Nezinho, para que o corpo fosse velado na quadra da escola de samba, em Madureira. As emissoras de rádio anunciaram a morte da cantora e os fãs se dirigiram para a porta da clínica e, posteriormente, para o chamado Portelão. Desde as 6:00 da manhã, uma grande multidão se formava na porta da escola de samba.
Como medida de segurança, o corpo de Clara saiu de uma ambulância da Clínica São Vicente rumo à quadra da Portela, sendo acompanhado por populares durante todo o trajeto. O corpo chegou à sede da escola de samba às 10:30 da manhã. Com dificuldade, a ambulância entrou no pátio lotado e o corpo foi levado do veículo até uma sala onde estava o caixão. Após o corpo ser colocado no caixão, seis soldados da Polícia Militar conduziram-no até o centro da quadra, sob o aplauso das mais de 5.000 pessoas que ali se aglomeravam. Enquanto isso, a programação das principais redes de televisão do país era interrompida com flashes ao vivo da clínica e da quadra da escola de samba; nas rádios, os sucessos do último álbum de Clara, Nação, tocavam incessantemente.
A partir do momento em que o caixão aberto foi colocado no centro da quadra, alguns tumultos ocorreram. Àquela altura, apenas 30 soldados da Polícia Militar faziam a segurança do local, além de alguns seguranças privados da Portela. Seis seguranças da Rede Globo também estavam presentes no local e agiam com truculência, afastando público e repórteres do centro da quadra. Algumas das pessoas presentes caíram de um palco de cerca de dois metros de altura. Houve correria, com muitos empurrões e quedas e o caixão foi quase jogado ao chão. Logo depois houve um segundo tumulto, com pessoas correndo para a rua. Alguns passaram mal e pelo menos uma pessoa desmaiou por falta de ar. A diretoria da Portela, incapaz de controlar a situação, se refugiou numa sala junto com a família da cantora. O batalhão de choque da Polícia Militar foi acionado para conter a multidão. Ao todo, 50.000 pessoas passaram pela escola de samba para se despedir da cantora.
Às 16:00 horas, o caixão foi fechado e coberto com as bandeiras do Clube do Samba e da Portela; além daquelas de outras escolas de samba, como Mangueira, Caprichosos de Pilares e Império Serrano. Um caminhão do Corpo de Bombeiros levou o caixão até o Cemitério São João Batista, onde a cantora foi sepultada às 18:00 horas, após a ocorrência de um pequeno tumulto durante o momento de sua chegada ocasionado pela grande quantidade de pessoas que se dirigiram para o local.

## Interpretação religiosa
Sendo Clara Nunes uma das principais expoentes, através de sua música, da religiosidade afro-brasileira, sua morte foi alvo da interpretação religiosa também. A maioria dos seguidores das religiões afro reagiram mal a sua morte. Alguns umbandistas afirmaram que ela foi imprudente ao se operar durante a quaresma. O babalorixá Pai Edu de Recife, que era o pai de santo da cantora até ele ter se desentendido com Paulo César Pinheiro, havia alertado a cantora para que não se operasse naquele período. Clara teria, inclusive, optado pela anestesia geral – ao invés da peridural – devido a uma orientação que o guia espiritual pernambucano teria lhe dado. Mais tarde ele se eximiu de ter tido algum tipo de culpa pela morte da cantora afirmando que ela estava seguindo a orientação dos orixás errados.
Por outro lado, no âmbito do neopentecostalismo, a morte da cantora foi apontada como consequência da intercessão de um espírito demoníaco. De acordo com Edir Macedo, fundador da então ascendente Igreja Universal do Reino de Deus e atual proprietário da Rede Record, a posse demoníaca teria se revelado durante uma sessão de descarrego realizada em um seus templos. Segundo ele, "o espírito que estava nela foi manifestado por uma pessoa presente" na ocasião e este espírito teria dito que "iria levá-la".
Já no dia seguinte ao enterro de Clara Nunes, sua sepultura tornou-se um local de peregrinação dos fiéis do candomblé e da umbanda e, desde então, é bastante visitado, sobretudo por adeptos dos cultos afro-brasileiros, que ali realizam rituais e deixam oferendas à artista, como flores e velas. De acordo com os adeptos dessas crenças, a cantora não teria morrido, mas sim se tornado um "Ser de Luz", havendo até mesmo relatos de curas realizadas pela intercessão de Clara Nunes. Segundo o jornal O Globo, o túmulo de Clara Nunes é atualmente o segundo mais visitado do Cemitério São João Batista durante o feriado de Finados, atrás apenas do túmulo de Cazuza.

## Investigação
Paulo César Pinheiro decidiu não abrir um processo contra os médicos que atenderam Clara por erro médico. Para haver a investigação, ele teria que autorizar a exumação do corpo dela. Seguindo a orientação da própria cantora, ele não permitiu que isso fosse feito. Ela teria lhe dito, logo após a morte de Elis: "me enterre como eu estiver, mas não deixe me cortarem". Outro motivo pelo qual preferiu não abrir um processo se devia ao fato de que o Conselho Regional de Medicina do Estado do Rio de Janeiro (Cremerj) se encontrava sob intervenção do Conselho Federal de Medicina (CFM) desde 1978.
A intervenção no Cremerj havia se iniciado em 1978, quando duas chapas de oposição desrespeitaram uma norma baixada pelo então presidente do CFM, Murilo Belchior. A norma proibira a inclusão de candidatos com menos de cinco anos de formados a ambas as chapas incluíram profissionais novatos e, assim sendo, a Chapa 2, que venceu a eleição, não obteve a homologação dos resultados pelo CFM. Há quem indique que os resultados não foram homologados porque as chapas oposicionistas eram ligadas a sindicatos, o que desagradava à direção do CFM, que seria ligada à ditadura militar. Por fim, o CFM nomeou uma diretoria provisória para o Cremerj, com funções limitadas (apenas administrativas e não éticas) e constituída por membros da Chapa 1, a derrotada.

1a - O iodo teria desencadeado uma liberação maciça de histamina, capaz de provocar queda da pressão arterial, choque grave e parada cardíaca.

2a - O Inoval (pré-anestésico) teria provocado um quadro chamado de "tórax rígido", caracterizado pela dificuldade de se ventilar o paciente, o que no caso de Clara não chegou a se caracterizar por completo devido à aplicação de um medicamento broncodilatador que facilita a respiração.

3a (mais provável, usada como causa mortis no atestado de óbito) - Reação de hipersensibilidade, tipo anafilática, ao halotano, gás absorvido pelos alvéolos pulmonares que cai na corrente sanguínea com o objetivo de "apagar" o paciente. Seu modo de ação, como o da maioria dos agentes anestésicos, é desconhecido. Também diminui a pressão arterial e pode se tornar tóxico devido a uma biotransformação orgânica.

No final de abril de 1983, o Cremerj decidiu averiguar as causas que levaram à morte da cantora, abrindo uma sindicância. Diante do clamor público, a instituição tem autonomia para iniciar a apuração de casos suspeitos, independentemente da autorização dos familiares. No entanto, o julgamento não poderia ser realizado pelo Cremerj, uma vez que este se encontrava sob intervenção. Teria que ser realizado por outro Conselho Regional de Medicina. O CFM indicou, então, o Conselho Regional de Medicina da Bahia (Cremeb), presidido na época pelo Dr. Aristides Maltez Filho.
O jornalista Vagner Fernandes, autor de Guerreira da Utopia, biografia da cantora lançada em 2007, teve acesso aos documentos sobre a sindicância aberta para apurar a morte de Clara. Esta foi a primeira vez que o Cremerj liberou os documentos, que totalizam cinco volumes e 815 páginas. Os documentos apontam a versão do anestesista para o choque anafilático, os depoimentos de cada um dos membros da equipe que atuou na cirurgia e aqueles de outras testemunhas mencionadas em reportagens, além dos prontuários indicando quais medicamentos foram ministrados à cantora nos 28 dias em que esteve internada na Clínica São Vicente. Sob o registro CFM 33/83, a sindicância começou em 14 de março de 1983, a pedido do Cremerj. A diretoria provisória da instituição decidira reunir recortes de jornais e solicitar aos médicos Antonio Vieira de Mello, Américo Salgueiro Filho e Jacob Cukier (então chefe do CTI da clínica) relatórios sobre o caso. Nos dias 27 e 28 de junho, Paulo César Pinheiro, membros da equipe cirúrgica e diretores da clínica prestaram depoimentos a Fernando Marigliano e Artur Ventura, do Cremeb, na antiga sede do Cremerj na praça Mahatma Gandhi, no Centro do Rio.
Como havia sido divulgado que o anestesista havia se ausentado da sala de operação para atender a um telefonema, Josélia Alves Pereira, a telefonista da clínica, também fora convidada a depor. Ao ser perguntada se algum médico da equipe do Dr. Antonio Vieira esteve no centro telefônico durante seu turno, ela respondeu que não. Ao ser perguntada se algum médico esteve no centro telefônico na hora da operação, ela respondeu que não sabia, pois seu turno começava ao meio-dia, ou seja, uma hora e quinze minutos após o início da cirurgia. O Dr. Antonio ressaltou que o anestesista jamais deixara a sala de cirurgia. Todos os membros da equipe confirmaram a presença do anestesista Américo Salgueiro Filho na sala de forma contínua. Houve repercussão na mídia o fato da Clínica São Vicente não ter pedido exames de alergia a medicamentos para Clara antes da cirurgia, mas a clínica defendeu-se dizendo não ser este o procedimento padrão.
Os depoimentos apontaram que, tanto do ponto de vista técnico quanto humano, não houve falhas. Os médicos não se ausentaram, os equipamentos não falharam por falta de manutenção e a Clínica São Vicente era de excelência. Ao todo, treze pessoas foram ouvidas. O relatório dos conselheiros baseou-se nas provas apresentadas pelos médicos, sobretudo pelo anestesista, e nos depoimentos das testemunhas. Acabou sendo aprovado por unanimidade em sessão plenária realizada no dia 28 de julho de 1983. A decisão do Cremeb era passível de recurso. Os parentes da paciente poderiam ter recorrido ao CFM. Paulo César Pinheiro, no entanto, teria dito que não iria recorrer por "não acreditar nesta Justiça".